# Завтра (оповідання)
«Завтра» (англ. To-morrow) — оповідання британського письменника Джозефа Конрада. Вперше опубліковане 1902 року на сторінках часопису «Pall Mall Magazine». 1903 року оповідання увійшло до складу збірки «Тайфун та інші оповідання».

## Сюжет
Оповідання розповідає про старого шкіпера, Герберда, який чекає на свого сина Гаррі, який утік на море, але має повернутись «завтра». Один зі своїх котеджів старий капітан здає сліпому Карвілю, колишньому кораблебудівничому, та його дочці Бессі, яка піклується своїм батьком і з розумінням ставиться до старого Герберда. Капітан обіцяє Бессі, що коли його син повернеться, то неодмінно одружиться з нею, оскільки вважає її єдиною розумною дівчиною на всю округу. Коли одного дня, його син повертається додому, старий капітан відмовляється впізнавати його, оскільки все ще з дня на день чекає, що він має повернутися «завтра». Гаррі розбиває серце Бессі та знову йде, оскільки ніщо не може втримати його в одному місці.

## Адаптація
- «Ще один день» (англ. One Day More) — одноактна п'єса Джозефа Конрада; поставлена на сцені у червні 1905 року; вперше опублікована на сторінках журналу «The English Review» у серпні 1913 року.

## Переклад українською
Перше українське видання твору відбулося 1926 року у видавництві «Слово».